# 葉月ひかり
葉月ひかり（はづき ひかり）は日本の女性声優。旧Twitterのアカント開設は2017年7月、初投稿の2021年6月から活動し、出演は成人向け美少女ゲームのキャラクターが中心である。秋葉原にあるトレーダー本店入口のショーケースに葉月ひかりが演じるキャラ絵の祝儀サイン色紙が展示されている。

## 主演作品
以下は、『作品名、（○○）は役名、〇〇月〇〇日(日付)（ゲームのサービス開始日、若しくは発表日・発売日）』の年代順

### TVアニメ
2024年
- 大正偽りブラヰダル～身代わり花嫁と軍服の猛愛（貴族A[3][4])

### Webゲーム
2021年
- ミナシゴノシゴト (アケチ・ヒカリ[5]、ホンノウジノヘン[6]) - 10月8日、2月9日

2022年
- シュガーコンフリクト 眠るセカイと神々の喰園 (エーブレスキーバ[7]、オレンジパフェ[8]、シェイブアイス[9])

2023年
- 対魔忍RPG (ペリット[10])  - 7月16日

### 美少女ゲーム
- 創作彼女の恋愛公式 (雪妃エレナ[11])  - 9月24日

2022年
- 放課後シンデレラ2 (アイ[12][13])  - 9月30日

2024年
- GEARS of DRAGOON 3 ～竜刻のレガリア～ (アクエス[14])  - 1月26日
- 刹那にかける恋はなび（刀仕権宮司 英いぶき[15]） - 2月22日
- アンラベル・トリガー (水乃宮 若葉[16])  - 3月29日
- ラブピカルポッピー! (衣川美卯[17][18])  - 4月26日
- シークレットラブ (仮)（植田まふゆ[19][20])   - 7月26日
- アナザーヒロイン～ヒロインデイズ～ (小比類巻ルイ[21]） - 9月11日
- セックスフレンドクラブ〜エッチな彼女は好きですか？〜 (三淵 優愛[22])  - 8月30日
- オトメ世界の歩き方[23]  - 10月25日

2024年
- 猫忍えくすはーとSPIN!2（猫飼 律）